# آراء أهل المدينة الفاضلة ومضاداتها
آراء أهل المدينة الفاضلة ومضاداتها هو كتاب حاوَلَ فيهِ أبو نصر محمد الفارابي تكوين صورةٍ عن مجتمعٍ فاضلٍ من نوعِ المجتمعاتِ التي فكَر فيها من قبله طائفة من فلاسفة اليونان كجمهورية افلاطون. وقد أراد الفارابي ان ينشيء مدينته وفقاً للمباديء الرئيسية التي تقوم عليها فلسفته وآراؤه في السعادة والاخلاق والكون وخالقه، وما وراء الطبيعة.
قسم الفارابي كتاب آراء أهل المدينة الفاضلة ومُضاداتِها إلى قسمين حيثُ لخَّصَ مبادِئَهُ الفلسفية التي يؤمن بها في القسم الأول الذي شغل ثلاثة أخماس الكتاب، وفي القسم الثاني اختتم به كتابه وشرح فيه شؤون المدينة وماينبغي أن تكون عليه في مختلف فروع حياتها. ولغة الفارابي في هذا الكتاب كلغته في جميع كتبه، لغة معقدة صعبة وقد يكون لعمق الافكار سبب في ذلك.
يشتمل القسم الفلسفي من كتاب «آراء أهل المدينة الفاضلة» على خمس وعشرين فقرة منها: الموجود الأول وهو الله تعالى، وبيان طائفة من صفاته، وآراؤه هنا تتفق مع مبادئ الإسلام وتنم عن إيمان الفارابي وسلامة عقيدته. ولكن آراءه عن الموجودات ومراتبها وحالاتها وصلتها بالموجود الأول، وصلتها ببعضها البعض، متأثرة إلى حد كبير بالافلاطونية الحديثة، والموجودات المادية ورتبها من الأعلى إلى الأدنى ترتيبا تنازلياً في ست مراتب.
أما محتويات القسم الاجتماعي من الكتاب، فقد وضع فيه ما يصح تسميته تصميماً لمدينته الفاضلة، وقد جاء تصميمه هذا شبيهاً في معظم نواحيه لتصميم افلاطون لجمهوريته، مع بعض فروق يسيرة، تأثر فيها فيلسوفنا بمباديء الدين الاسلامي على الاخص. وقد بدأ قسمه بالكلام على احتياج الإنسان إلى الاجتماع والتعاون، فقرر ان الإنسان اجتماعي بطبعه، ومضطر إلى هذا الاجتماع لسد حاجة، وهذه المجتمعات ترجع في نظره إلى: مجتمعاتٍ كاملةٍ، وهي ما يتحقق فيها التعاون الاجتماعي بوجه كامل، لتحقيق سعادة الافراد، ومجتمعاتٍ ناقصةٍ، وهي ما لا يتحقق فيها هذا التعاون الكامل ولا تستطيع ان تكفي نفسها بنفسها والمجتمعاتُ الكاملةُ ثلاثُ مراتبَ، أرقاها مرتبةً: اجتماع العالم كله في دولة واحدة، وتحت سيطرة حكومة مستقلة، وأقلُّ منها كمالاً: اجتماع امة في جزء من المعمورة وتحت سيطرة حكومة مستقلة، وأقلُّها: اجتماع أهل المدينة في جزء من الامة تحت سلطة رئيس ـ وكذلك المجتمعات الناقصة.
إن المدينة الفاضلة في نظر الفارابي هي المدينة التي تتحقق فيها سعادة الأفراد على أكمل وجه، ولا يكون ذلك إلا إذا تعاون أفرادها على الأمور التي تُنَالُ بها السعادة، واختص كل منهم بالعمل الذي يُحْسِنُهُ وبالوظيفة المُهيأ لها بٍطَبْعِه.

## القول في الموجود الأول
الموجود الأول هو السبب الأول لوجود سائر الموجودات كلِّها، وهو بريء من جميع أنحاء النقص، وكلُّ ما سواه فليس يخلو من أن يكون فيه شيء من أنحاء النقص، إمَّا واحدًا وإمَّا أكثر من واحد. وأما الأول فهو خلو من أنحائها كلِّها، فوجوده أفضل الوجود، وأقدم الوجود، ولا يمكن أن يكون وجودٌ أفضل ولا أقدم من وجوده. وهو من فضيلة الوجود في أعلى أنحائه، ومن كمال الوجود في أرفع المراتب، ولذلك لا يمكن أن يشوب وجودَهُ وجوهرَهُ عَدَمٌ أصلًا. والعدم والضدُّ لا يكونان إلا فيما دون فلك القمر، والعدم هو لا وجود ما شأنه أن يوجد.
ولا يمكن أن يكون له وجود بالقوة، ولا على نحو من الأنحاء، ولا إمكان أن لا يوجد ولا بوجهٍ ما من الوجوه؛ فلهذا هو أزلي، دائم الوجود بجوهره وذاته، من غير أن يكون به حاجة في أن يكون أزليًّا إلى شيء آخر يمد بقاءه، بل هو بجوهره كافٍ في بقائه ودوام وجوده.
ولا يمكن أن يكون وجودٌ أصلًا مثل وجوده، ولا أيضًا في مثل مرتبة وجوده وجودٌ يمكن أن يكون له أو يتوافر عليه.
وهو الموجود الذي لا يمكن أن يكون له سبب به، أو عنه، أو له كان وجوده؛ فإنه ليس بمادة، ولا قوامه في مادة ولا في موضوع أصلًا؛ بل وجوده خلو من كلِّ مادة ومن كلِّ موضوع، ولا أيضًا له صورة؛ لأن الصورة لا يمكن أن تكون إلا في مادة، ولو كانت له صورة لكانت ذاته مؤتلفة من مادة وصورة، ولو كان كذلك لكان قوامه بجزأيه اللذين منهما ائتلف، ولكان لوجوده سبب، فإن كلَّ واحد من أجزائه سبب لوجود جملته، وقد وضعنا أنه سبب أول.
ولا أيضًا لوجوده غرض وغاية حتى يكون، إنما وجوده ليتم تلك الغاية وذلك الغرض، وإلا لكان يكون ذلك سببًا ما لوجوده، فلا يكون سببًا أولًا.
ولا أيضًا استفاد وجوده من شيء آخر أقدم منه، وهو من أن يكون استفاد ذلك مما هو دونه أبعد.

## القول في نفي الشريك عنه تعالى
وهو مباين بجوهره لكلِّ ما سواه، ولا يمكن أن يكون الوجود الذي له لشيء آخر سواه؛ لأن كلَّ ما وجوده هذا الوجود لا يمكن أن يكون بينه وبين شيء آخر له أيضًا هذا الوجود مباينة أصلًا، ولا تغاير أصلًا، فلا يكون اثنان، بل يكون هناك ذات واحدة فقط؛ لأنه إن كانت بينهما مباينة كان الذي تباينا به غير الذي اشتركا فيه، فيكون الشيء الذي باين كلَّ واحدٍ منهما الآخر جزءًا مما به قوام وجودهما، والذي اشتركا فيه هو الجزء الآخر، فيكون كلُّ واحدٍ منهما منقسمًا بالقول، ويكون كلُّ واحدٍ من جزأيه سببًا لقوام ذاته، فلا يكون أولًا، بل يكون هناك موجود آخر أقدم منه هو سبب لوجوده، وذلك محال.
وإن كان ذلك الآخر هو الذي فيه ما باين به هذا، ولم يكن في هذا شيء يباين به ذلك إلا بعد الشيء الذي به باين ذلك، لزم أن يكون الشيء الذي به باين ذلك الآخر هذا، هو الوجود الذي يخصُّ ذاك، ووجود هذا مشترك لهما، فإذن ذلك الآخر وجوده مركَّب من شيئين: من شيء يخصُّه، ومن شيء يشارك به هذا. فليس إذن وجود ذاك هو وجود هذا، بل ذات هذا بسيط غير منقسم، وذات ذلك منقسم. فلذلك إذن جزآن بهما قوامه، فلوجوده إذن سبب، فوجوده إذن دون وجود هذا وأَنقصُ منه، فليس هو إذن من الوجود في الرتبة الأولى.
وأيضًا، فإنه لو كان مثل وجوده في النوع خارجًا منه بشيء آخر، لم يكن تامَّ الوجود؛ لأن التامَّ هو ما لا يمكن أن يوجد خارجًا منه وجود من نوع وجوده، وذلك في أيِّ شيء كان؛ لأن التامَّ في العظم هو ما لا يوجد عظم خارجًا منه، والتامُّ في الجمال هو الذي لا يوجد جمال من نوع جماله خارجًا منه، وكذلك التامُّ في الجوهر هو ما لا يوجد شيء من نوع جوهره خارجًا منه، وكذلك كلُّ ما كان من الأجسام تامًّا، لم يمكن أن يكون من نوعه شيء آخر غيره، مثل الشمس والقمر وكلِّ واحدٍ من الكواكب الأُخَرِ. إذا كان الأول تامَّ الوجود لم يمكن أن يكون ذلك الوجود لشيء آخر غيره، فإذن هو منفرد الوجود وحده، فهو واحد من هذه الجهة.

## القول في نفي الضدِّ عنه
وأيضًا فإنه لا يمكن أن يكون له ضدٌّ، وذلك يتبين إذا عُرف معنى الضدِّ؛ فإن الضدَّ مباين للشيء، فلا يمكن أن يكون ضدُّ الشيء هو الشيء أصلًا. ولكن ليس كلُّ مباين هو الضد، ولا كلُّ ما لم يمكن أن يكون هو الشيء هو الضد. لكن كل ما كان مع ذلك معاندًا، شأنه أن يبطل كلُّ واحدٍ منهما الآخر ويفسده إذا اجتمعا، ويكون شأن كلِّ واحد منهما أنه إن يوجد حيث الآخر موجودٌ يعدم الآخر، ويعدم من حيث هو موجود فيه؛ لوجود الآخر في الشيء الذي كان فيه الأول، وذلك عامٌّ في كلِّ شيء يمكن أن يكون له ضد، فإنه إن كان الشيء ضدًّا للشيء في فعله، لا في سائر أحواله، فإن فعلَيْهما فقط بهذه الصفة، فإن كانا متضادين في كيفيتهما، فكيفيتهما بهذه الصفة، وإن كانا متضادين في جوهرهما، فجوهرهما في هذه الصفة.
وإن كان الأول له ضدٌّ فهو من ضدِّه بهذه الصفة، فيلزم أن يكون شأن كلِّ واحد منهما أن يُفسَد، وأن يمكن في الأول أن يُبطَل عن ضدِّه، ويكون ذلك في جوهره. وما يمكن أن يَفسد فليس قوامه وبقاؤه في جوهره، بل يكون جوهره غير كافٍ في أن يبقى موجودًا، ولا أيضًا يكون جوهره كافيًا في أن يحصل موجودًا، بل يكون ذلك بغيره، وأمَّا ما أمكن أن لا يوجد فلا يمكن أن يكون أزليًّا، وما كان جوهره ليس بكافٍ في بقائه أو وجوده، فلوجوده أو بقائه سبب آخر غيره، فلا يكون أولًا. وأيضًا فإن وجوده إنما يكون لعدم ضدِّه، فعدم ضدِّه إذن هو سبب وجوده، فليس إذن هو السبب الأول على الإطلاق.
وأيضًا فإنه يلزم أن يكون لهما أيضًا حيثٌ ما مشترك، قابل لهما، حتى يمكن بتلاقيهما فيه أن يبطل كلُّ واحد منهما الآخر، إمَّا موضوع أو جنس أو شيء آخر غيرهما، ويكون ذلك ثابتًا، ويتعاقب هذان عليه؛ فلذلك إذن هو أقدم وجودًا من كلِّ واحدٍ منهما.
وإن وضع واضع شيئًا غير ما هو بهذه الصفة ضدًّا لشيء، فليس الذي يضعه ضدًّا، بل مباينًا مباينة أخرى سوى مباينة الضدِّ، ونحن لا ننكر أن يكون للأول مبايناتٌ أُخَرُ سوى مباينة الضدِّ، وسوى ما يوجد وجوده.
فإذن لم يمكن أن يكون موجودٌ ما في مرتبة وجوده؛ لأن الضدَّين هما في رتبة واحدة من الوجود.
فإذن الأول منفرد بوجوده، لا يشاركه شيء آخر أصلًا موجود في نوع وجوده، فهو إذن واحد.
وهو مع ذلك منفرد أيضًا برتبته وحده، فهو أيضًا واحد من هذه الجهة.

## في نفي الحدِّ عنه سُبحانَه
وأيضًا، فإنه غير منقسم بالقول إلى أشياءَ بها تَجَوْهُرُهُ؛ وذلك لأنه لا يمكن أن يكون القول الذي يشرح معناه يدلُّ كلُّ جزء من أجزائه على جزء مما يتجوهر به، فإنه إذا كان كذلك كانت الأجزاء التي بها تَجَوْهُرُهُ أسبابًا لوجوده على جهة ما تكون المعاني التي تدلُّ عليه أجزاء حدِّ الشيء أسبابًا لوجود المحدود، وعلى جهة ما تكون المادة والصورة أسبابًا لوجود المتركب منهما، وذلك غير ممكن فيه؛ إذ كان أولًا، وكان لا سبب لوجوده أصلًا.
فإذا كان لا ينقسم هذه الأقسام، فهو من أن ينقسم أقسام الكمية وسائر أنحاء الانقسام أبعد. فمن هنا يلزم ضرورة أيضًا أن لا يكون له عظم، ولا يكون جسمًا أصلًا.
فهو أيضًا واحد من هذه الجهة، وذلك أن أحد المعاني التي يقال عليها الواحد هو ما لا ينقسم، فإن كلَّ شيء كان لا ينقسم من وجه ما، فهو واحد من تلك الجهة التي بها لا ينقسم؛ فإنه إن كان من جهة فعله، فهو واحد من تلك الجهة، وإن كان من جهة كيفيته، فهو واحد من جهة الكيفية، وما لا ينقسم في جوهره فهو واحد في جوهره؛ فإذن كان الأول غير منقسم في جوهره.

## القول في أن وحدته عين ذاته، وأنه تعالى عالم وحكيم، وأنه حقٌّ وحيٌّ وحياة
فإن وجوده الذي به ينحاز عمَّا سواه من الموجودات لا يمكن أن يكون غير الذي هو به في ذاته موجود، فلذلك يكون انحيازه عمَّا سواه توحُّدَه في ذاته. وإن أحد معاني الوحدة هو الوجود الخاص الذي به ينحاز كلُّ موجود عمَّا سواه، وهي التي بها يقال لكلِّ موجود واحد من جهة ما هو موجود الوجود الذي يخصُّه، وهذا المعنى من معاني الواحد يساوق الموجود الأول، فالأول أيضًا بهذا الوجه واحد، وأحقُّ من كلِّ واحدٍ سواه باسم الواحد ومعناه.
ولأنه ليس بمادة، ولا مادة له بوجه من الوجوه، فإنه بجوهره عقل بالفعل؛ لأن المانع للصورة أن تكون عقلًا وأن تعقل بالفعل، هو المادة التي فيها يوجد الشيء، فمتى كان الشيء في وجوده غير محتاج إلى مادة، كان ذلك الشيء بجوهره عقلًا بالفعل، وتلك حال الأول. فهو إذن عقل بالفعل، وهو أيضًا معقول بجوهره، فإن المانع أيضًا للشيء من أن يكون بالفعل معقولًا هو المادة. وهو معقول من جهة ما هو عقل؛ لأن الذي هويته عقل ليس يحتاج في أن يكون معقولًا إلى ذات أخرى خارجة عنه تَعقِلُه، بل هو بنفسه يعقل ذاته، فيصير بما يعقل من ذاته عاقلًا وعقلًا بالفعل، وبأن ذاته تعقله (يصير) معقولًا بالفعل. وكذلك لا يحتاج في أن يكون عقلًا بالفعل وعاقلًا بالفعل إلى ذات يعقلها ويستفيدها من خارج، بل يكون عقلًا وعاقلًا بأن يعقل ذاته، فإن الذات التي تَعقِل هي التي تُعقَل، فهو عقل من جهة ما هو معقول؛ فإنه عقل وإنه معقول وإنه عاقل.
هي كلُّها ذات واحدة وجوهر واحد غير منقسم؛ فإن الإنسان مثلًا معقول، وليس المعقول منه معقولًا بالفعل، بل كان معقولًا بالقوة ثم صار معقولًا بالفعل بعد أن عَقَله العقل. فليس إذن المعقول من الإنسان هو الذي يَعْقِل، ولا العقل منه أبدًا هو المعقول، ولا عقلنا نحن من جهة ما هو عقل هو معقول، ونحن عاقلون لا بأن جوهرنا عقل؛ فإن ما نعقل ليس هو الذي به تجوهُرُنا، فالأول ليس كذلك، بل العقل والعاقل والمعقول فيه معنى واحد، وذات واحدة، وجوهر واحد غير منقسم.
وكذلك الحال في أنه عالم؛ فإنه ليس يحتاج في أن يعلم إلى ذات أخرى يستفيد بعلمها الفضيلة خارجة عن ذاته، ولا في أن يكون معلومًا إلى ذات أخرى تعلمه، بل هو مكتفٍ بجوهره في أن يَعلم ويُعلَم، وليس علمه بذاته شيئًا سوى جوهره؛ فإنه يعلم وإنه معلوم وإنه علم، فهو ذات واحدة وجوهر واحد.
وكذلك في أنه حكيم؛ فإن الحكمة هي أن يعقل أفضل الأشياء بأفضل علم، وبما يعقل من ذاته ويعلمه يعلم أفضل الأشياء، وأفضل العلم هو العلم الدائم الذي لا يمكن أن يزول، وذلك هو علمه بذاته.
وكذلك في أنه حقٌّ؛ فإن الحقَّ يُساوق الوجود، والحقيقة قد تساوق الوجود، فإن حقيقة الشيء هي الوجود الذي يخصُّه. وأكمل الوجود هو قسطه من الوجود، وأيضًا فإن الحقَّ قد يقال على المعقول الذي صادف به العقل الموجود حتى يطابقه، وذلك الموجود من جهة ما هو معقول، يقال له إنه حقٌّ، ومن جهة ذاته من غير أن يضاف إلى ما يعقله يقال إنه موجود، فالأول يقال إنه حقٌّ بالوجهين جميعًا، بأن وجوده الذي هو له أكمل الوجود، وبأنه معقول صادف به الذي عقله الموجود على ما هو موجود. وليس يحتاج في أن يكون حقًّا بما هو معقول إلى ذات أخرى خارجة عنه تعقله، وأيضًا أوْلَى بما يقال عليه حقٌّ بالوجهين جميعًا، وحقيقته ليست هي شيئًا سوى أنه حقٌّ.
وكذلك في أنه حيٌّ، وأنه حياة، فليس يُدَلُّ بهذين على ذاتين، بل على ذات واحدة، فإن معنى الحيِّ أنه يعقل أفضلَ معقولٍ بأفضلِ عقلٍ، أو يعلم أفضل معلوم بأفضل علم، كما أَنَّا إنما يقال لنا أحياء أولًا، إذا كنا ندرك أحسنَ المدركات بأحسنِ إدراكٍ، فإنَّا إنما يقال لنا أحياء إذا كنا ندرك المحسوسات، وهي أحسن المعلومات، بالإحساس الذي هو أفضل الإدراكات، وبأحسن القوى المدركة وهي الحواس. فما هو أفضل عقل إذا عَقَل وعَلِم أفضل المعقولات بأفضل علم، فهو أحرى أن يكون حيًّا؛ لأنه يعقل من جهة ما هو عقل، وأنه عاقل وأنه عقل، وأنه عالم وأنه علم، هو فيه معنى واحد، وكذلك أنه حيٌّ، وأنه حياة، معنى واحد.
وأيضًا فإن اسم الحيِّ قد يُستعارُ لغير ما هو حيوان، فيقال على كلِّ موجود كان على كماله الأخير، وعلى كلِّ ما بلغ من الوجود والكمال إلى حيث يصدر عنه ما من شأنه أن يكون منه، كما من شأنه أن يكون منه. فعلى هذا الوجه إذا كان الأول وجوده أكمل وجود، كان أيضًا أحقَّ باسم الحيِّ من الذي يقال على الشيء باستعارة. وكلُّ ما كان وجوده أتمَّ فإنه إذا عُلِم وعُقِل كان ما يُعقَل عنه ويُعلم منه أتمَّ، إذا كان المعقول منه في نفوسنا مطابقًا لما هو موجود منه. فعلى حسب وجوده الخارج عن نفوسنا يكون معقوله في نفوسنا مطابقًا لوجوده، وإن كان ناقص الوجود، كان معقوله في نفوسنا معقولًا أنقص.
فإن الحركة والزمان واللانهاية والعدم وأشباهها من الموجودات، فالمعقول من كلِّ واحد منها في نفوسنا معقول ناقص؛ إذ كانت هي في أنفسها موجودات ناقصة الوجود، والعدد والمثلث والمربع وأشباهها فمعقولاتها في أنفسنا أكمل؛ لأنها هي في أنفسها أكمل وجودًا، فلذلك كان يجب في الأول؛ إذ هو في الغاية من كمال الوجود أن يكون المعقول منه في نفوسنا على نهاية الكمال أيضًا. ونحن نجد الأمر على غير ذلك، فينبغي أن نعلم أنه من جهته غير معتاص الإدراك؛ إذ كان في نهاية الكمال، ولكن لضعف قوى عقولنا نحن، ولملابستها المادة والعدم، يعتاص إدراكه، ويعسر علينا تصوُّره، ونضعف من أن نعقله على ما هو عليه وجوده، فإن إفراط كماله يبهرنا، فلا نقوى على تصوُّرِه على التمام، كما أن الضوء هو أول المبصرات وأكملها وأظهرها، به يصير سائر المبصرات مبصرة، وهو السبب في أن صارت الألوان مبصرة، ويجب فيها أن يكون كلُّ ما كان أتم وأكبر، كإدراك البصر له أتم. ونحن نرى الأمر على خلاف ذلك، فإنه كلَّما كان أكبر كان إبصارنا له أضعف، ليس لأجل خفائه ونقصه، بل هو في نفسه على غاية ما يكون من الظهور والاستنارة، ولكن كماله، بما هو نور، يبهر الأبصار، فتحار الأبصار عنه.
كذلك قياس السبب الأول والعقل الأول والحقِّ الأول، وعقولنا نحن. ليس نقص معقوله عندنا لنقصانه في نفسه، ولا عُسر إدراكنا له لعسره في وجوده، لكن لضعف قوى عقولنا نحن عَسُرَ تصوُّرُه.
فتكون المعقولات التي هي في أنفسنا ناقصة، وتصوُّرنا لها ضعيف، وهذا على ضربين: ضرب ممتنع من جهة ذاته أن يتصوَّر فيعقل تصوُّرًا تامًّا لضعف وجوده ونقصان ذاته وجوهره، وضرب مبذول من جهة فهمه وتصوُّره على التمام وعلى أكمل ما يكون، ولكن أذهاننا وقوى عقولنا ممتنعة؛ لضعفها وبُعدها عن جوهر ذلك الشيء، من أن نتصوَّره على التمام وعلى ما هو عليه من كمال الوجود. وهذان الضربان كلُّ واحدٍ منهما هو من الآخر في الطرف الأقصى من الوجود: أحدهما في نهاية الكمال، والآخر في نهاية النقص.
ويجب إذا كنا نحن ملتبسين بالمادة، كانت هي السبب في أن صارت جواهرنا جوهرًا يبعد عن الجوهر الأول؛ إذ كلَّما قَرُبت جواهرنا منه، كان تصورنا له أتمَّ وأيقن وأصدق، وذلك أنَّا كلَّما كنَّا أقرب إلى مفارقة المادة كان تصوُّرُنا له أتمَّ، وإنما نصير أقرب إليه بأن نصير عقلًا بالفعل، وإذا فارقنا المادة على التمام يصير المعقول منه في أذهاننا أكمل ما يكون.

## القول في عظمته وجلاله ومجده تعالى
وكذلك عظمته وجلاله ومجده، وإن العظمة والجلالة والمجد في الشيء إنما يكون بحسب كماله، إمَّا في جوهره، وإمَّا في عرض من خواصه، وأكثر ما يقال ذلك فينا، إنما هو لكمال ما لنا في عرض من أعراضنا، مثل اليسار والعلم، وفي شيء من أعراض البدن، والأول، لمَّا كان كماله باينًا لكلِّ كمال، كانت عظمته وجلاله ومجده باينًا لكلِّ ذي عظمة ومجد، وكانت عظمته ومجده الغايات فيما له من جوهره لا في شيء آخر خارج عن جوهره وذاته، ويكون ذا عظمة في ذاته وذا مجد في ذاته، أجلَّه غيره أو لم يجلَّه، عظَّمه غيره أو لم يعظِّمه، مجَّده غيره أو لم يمجِّده.
والجمال والبهاء والزينة في كلِّ موجود هو أن يُوجَدَ وجودُهُ الأفضل، ويحصل له كمالُهُ الأخير، وإذ كان الأول وجوده أفضل الوجود، فجماله فائق لجمال كلِّ ذي جَمال، وكذلك زينته وبهاؤه، ثم هذه كلُّها له في جوهره وذاته، وذلك في نفسه وبما يعقله من ذاته. وأمَّا نحن، فإن جمالنا وزينتنا وبهاءنا هي لنا بأعراضنا، لا بذاتنا، وللأشياء الخارجة عنَّا، لا في جوهرنا. والجمال فيه والكمال ليسا هما فيه سوى ذات واحدة، وكذلك سائرها.
واللذَّة والسرور والغبطة، إنما ينتج ويحصل أكثر بأن يدرك الأجمل والأبهى والأزين بالإدراك الأتقن والأتمِّ، فإذا كان هو الأجمل في النهاية والأبهى والأزين، فإدراكه لذاته الإدراك الأتقن في الغاية، وعلمه بجوهره العلم الأفضل على الإطلاق، واللذَّة التي يلتذُّ بها الأول لذَّةٌ لا نفهم نحن كُنهها ولا ندري مقدار عظمها إلا بالقياس والإضافة إلى ما نجده من اللذَّة، عندما نكون قد أدركنا ما هو عندنا أكمل وأبهى إدراكًا، وأتقن وأتم، إمَّا بإحساس أو تخيُّل أو بعلم عقلي، فإنَّا عند هذه الحال يحصل لنا من اللذَّة ما نظنُّ أنه فائق لكلِّ لذَّة في العظم، ونكون نحن عند أنفسنا مغبوطين بما نلنا من ذلك غاية الغبطة، وإن كانت تلك الحال منا يسيرة البقاء سريعة الدثور، فقياس علمه هو وإدراكه الأفضل من ذاته والأجمل والأبهى إلى علمنا نحن، وإدراكنا الأجمل والأبهى عندنا، هو قياس سروره ولذَّته واغتباطه بنفسه إلى ما ينالنا من اللذة والسرور والاغتباط بأنفسنا. وإذن كان لا نسبة لإدراكنا نحن إلى إدراكه، ولا لمعلومنا إلى معلومه، ولا للأجمل عندنا إلى الأجمل من ذاته، وإن كانت له نسبة فهي نسبة ما يسيرة. فإذن لا نسبة لالتذاذنا وسرورنا واغتباطنا لأنفسنا إلى ما للأول من ذلك، وإن كانت له نسبة فهي نسبة يسيرة جدًّا، فإنه كيف يكون نسبة لما هو جزء يسير إلى ما مقداره غير متناهٍ في الزمان، ولما هو أنقص جدًّا إلى ما هو في غاية الكمال؟
وإن كان ما يلتذُّ بذاته ويسرُّ به أكثر ويغتبط به اغتباطًا أعظم، فهو يحب ذاته ويعشقها ويعجب بها أكثر، فإنه بيِّنٌ أن الأول يعشق ذاته ويحبها ويعجب بها إعجابًا بنسبته، ونسبته إلى عشقنا لما نلتذُّ به من فضيلة ذاتنا كنسبة فضيلة ذاته هو، وكمال ذاته، إلى فضيلتنا نحن وكمالنا الذي نُعجَب به من أنفسنا، والمحبُّ منه هو المحبوب بعينه، والمُعْجِبُ منه هو المُعْجَب منه، والعاشق منه هو المعشوق. وذلك على خلاف ما يوجد فينا؛ فإن المعشوق منا هو الفضيلة والجمال، وليس العاشق منا هو الجمال والفضيلة، لكن للعاشق قوة أخرى، فتلك ليست للمعشوق، فليس العاشق منا هو المعشوق بعينه، فأما هو فإن العاشق منه هو بعينه المعشوق، والمحبَّ هو المحبوب، فهو المحبوب الأول والمعشوق الأول، أحَبَّه غيره أو لم يحبَّه، وعشقه غيره أو لم يعشقه.

## القول في كيفية صدور جميع الموجودات عنه
والأول هو الذي عنه وجد، ومتى وُجد للأول الوجود الذي هو له، لزم ضرورة أن يوجد عنه سائر الموجودات التي وجودها لا بإرادة الإنسان واختياره، على ما هي عليه من الوجود الذي بعضه مشاهد بالحسِّ وبعضه معلوم بالبرهان. ووجود ما يوجد عنه إنما هو على جهة فيض وجوده لوجود شيء آخر، وعلى أن وجود غيره فائض عن وجوده هو، فعلى هذه الجهة لا يكون وجود ما يوجد عنه سببًا له بوجه من الوجوه، ولا على أنه غاية لوجود الأول، كما يكون وجود الابن — من جهة ما هو ابن — غاية لوجود الأبوين، من جهة ما هما أبوان.
يعني أن الوجود الذي يوجد عنه (لا) يفيده كمالًا ما، كما يكون لنا ذلك عن جلِّ الأشياء التي تكون منا، مثل أنَّا بإعطائنا المال لغيرنا نستفيد من غيرنا كرامة أو لذَّة أو غير ذلك من الخيرات، حتى تكون تلك فاعلة فيه كمالًا ما. فالأول ليس وجوده لأجل غيره، ولا يوجد بغيره، حتى يكون الغرض من وجوده أن يوجد سائر الأشياء، فيكون لوجوده سبب خارج عنه، فلا يكون أولًا، ولا أيضًا بإعطائه ما سواه الوجودَ ينال كمالًا لم يكن له قبل ذلك خارجًا عما هو عليه من الكمال، كما ينال من يجود بماله أو شيء آخر، فيستفيد بما يبذل من ذلك لذَّة أو كرامة أو رئاسة أو شيئًا غير ذلك من الخيرات؛ فهذه الأشياء كلُّها محال أن تكون في الأول؛ لأنه يسقط أوليته وتقدمه، ويجعل غيره أقدم منه وسببًا لوجوده، بل وجوده لأجل ذاته، ويلحق جوهره ووجوده ويتبعه أن يوجد عنه غيره؛ فلذلك وجوده الذي به فاض الوجود إلى غيره هو في جوهره، ووجوده الذي به تجوهرُه في ذاته، هو بعينه وجوده الذي به يحصل وجود غيره عنه. وليس ينقسم إلى شيئين، يكون بأحدهما تجوهر ذاته وبالآخر حصول شيء آخر عنه، كما أن لنا شيئين نتجوهر بأحدهما؛ وهو النطق، ونكتب بالآخر؛ وهو صناعة الكتابة، بل هو ذات واحدة وجوهر واحد، به يكون تجوهره وبه بعينه يحصل عنه شيء آخر.
ولا أيضًا يحتاج في أن يفيض عن وجوده وجود شيء آخر إلى شيء غير ذاته يكون فيه، ولا عرض يكون فيه، ولا حركة يستفيد بها حالًا لم يكن له، ولا آلة خارجة عن ذاته، مثل ما تحتاج النار، في أن يكون عنها وعن الماء بخار، إلى حرارة يتبخر بها الماء، وكما تحتاج الشمس في أن تسخِّن ما لدينا إلى أن تتحرك هي ليحصل لها بالحركة ما لم يكن لها من الحال، فيحصل عنها وبالحال التي استفادها بالحركة حرارة فيما لدينا، أو كما يحتاج النجار إلى الفأس وإلى المنشار حتى يحصل عنه في الخشب انفصال وانقطاع وانشقاق. وليس وجوده، بما يفيض عنه وجود غيره أكمل من وجوده الذي هو بجوهره، ولا وجوده الذي بجوهره أكمل من الذي يفيض عنه وجود غيره، بل هما جميعًا ذات واحدة.
ولا يمكن أيضًا أن يكون له عائق من أن يفيض عنه وجود غيره، لا من نفسه ولا من خارج أصلًا.

## القول في مراتب الموجودات
الموجودات كثيرة، وهي مع كثرتها متفاضلة، وجوهره جوهر يفيض منه كلُّ وجود (كيف كان ذلك الوجود)، كان كاملًا أو ناقصًا. وجوهره أيضًا جوهر، إذا فاضت منه الموجودات كلُّها بترتيب مراتبها، حصل عنه لكلِّ موجود قسطه الذي له من الوجود ومرتبته منه، فيبتدئ من أكملها وجودًا ثم يتلوه ما هو أنقص منه قليلًا، ثم لا يزال بعد ذلك يتلو الأنقص إلى أن ينتهي إلى الموجود الذي إن تخطى عنه إلى ما دونه تخطَّى إلى ما لم يمكن أن يوجد أصلًا، فتنقطع الموجودات من الوجود، وبان جوهره جوهرًا تفيض منه الموجودات من غير أن يخصَّ بوجود دون وجوده. فهو جوَّادٌ، وجوده هو في جوهره، ويترتب عنه الموجودات، ويتحصَّل لكلِّ موجود قسطه من الوجود بحسب رتبته عنه. فهو عدل، وعدالته في جوهره، وليس ذلك لشيء خارج عن جوهره.
وجوهره أيضًا جوهر، إذا حصَّلت الموجودات مرتبة في مراتبها أن يأتلف ويرتبط وينتظم بعضها مع بعض، ائتلافًا وارتباطًا وانتظامًا تصير بها الأشياء الكثيرة جملة واحدة، وتحصل كشيء واحد، والتي بها ترتبط هذه وتأتلف هي لبعض الأشياء في جواهرها حتى إن جواهرها التي بها وجودها هي التي بها تأتلف وترتبط. ولبعض الأشياء تكون أحوال فيها تابعة لجوهرها، مثل المحبة التي بها يرتبط الناس، فإنها حال فيهم، وليست هي جواهرهم التي بها وجودهم، وهذه أيضًا فيها مستفادة عن الأول؛ لأن في جوهر الأول أن يحصل عنه بكثير من الموجودات مع جواهرها الأحوال التي بها يرتبط بعضها مع بعض، ويأتلف وينتظم.

## القول في الأسماء التي ينبغي أن يُسمَّى بها الأول تعالى مجده
الأسماء التي ينبغي أن يُسمَّى بها الأول، هي الأسماء التي تدلُّ في الموجودات التي لدينا، ثم في أفضلها عندنا، على الكمال وعلى فضيلة الوجود، من غير أن يدلَّ شيء من تلك الأسماء فيه هو على الكمال والفضيلة التي جرت العادة أن تدلَّ عليها تلك الأسماء في الموجودات التي لدينا وفي أفضلها، بل على الكمال الذي يخصُّه هو في جوهره. وأيضًا فإن أنواع الكمالات، التي جرت العادة أن يدلَّ عليها بتلك الأسماء الكثيرة كثيرة، وليس ينبغي أن تظنَّ بأن أنواع كمالاته التي يُدَلُّ عليها بأسمائه الكثيرة أنواع كثيرة، ينقسم الأول إليها ويتجوهر بجميعها، بل ينبغي أن يدلَّ بتلك الأسماء الكثيرة على جوهر واحد ووجود واحد غير منقسم أصلًا.
والأسماء التي تدلُّ على الكمال والفضيلة في الأشياء التي لدينا، منها ما يدلُّ على ما هو للشيء في ذاته، لا من حيث هو مضاف إلى شيء آخر خارج عنه، مثل الموجود الواحد والحيِّ، ومنها ما يدلُّ على ما هو للشيء بالإضافة إلى شيء آخر خارج عنه، مثل العدل والجوَّاد. وهذه الأسماء، أمَّا فيما لدينا، فإنها تدلُّ على فضيلة وكمال، تكون إضافته إلى شيء آخر خارج عنه جزءًا من ذلك الكمال حتى تكون تلك الإضافة جزءًا من جملة ما يدلُّ عليه بتلك الأسماء، بأن يكون ذلك الاسم، أو بأن تكون تلك الفضيلة وذلك الكمال قوامه بالإضافة إلى شيء آخر. وأمثال هذه الأسماء متى نُقلت وسُمِّي بها الأول، قصدنا أن يدلَّ بها على الإضافة التي له إلى غيره بما فاض منه من الوجود، فينبغي أن لا نجعل الإضافة جزءًا من كماله، ولا أيضًا نجعل ذلك الكمال، المدلول عليه بذلك الاسم، قوامه بتلك الإضافة، بل ينبغي أن ندلَّ به على جوهر وكمال تتبعه ضرورة تلك الإضافة، وعلى أن قوام تلك الإضافة بذلك الجوهر، وعلى أن تلك الإضافة تابعة لما جوهره ذلك الجوهر الذي دلَّ عليه بذلك الاسم.